# Gallipoli (film)
Gallipoli – australijski dramat wojenny z 1981 roku w reżyserii Petera Weira. Osadzony w realiach I wojny światowej historyczny obraz był nominowany do nagrody Złotego Globu za najlepszy film zagraniczny.

## Fabuła
Jest 1915 rok. Australia jako część Imperium Brytyjskiego przystąpiła do I wojny światowej. Dwóch młodych sprinterów z Australii Zachodniej, Archy Hamilton i Frank Dunne, rywalizuje ze sobą na lokalnych zawodach lekkoatletycznych. Obaj na ochotnika wstępują do wojska i na początku 1915 roku zostają wysłani przez Egipt do Turcji, by wziąć udział w bitwie o Gallipoli. Wraz z zawiązującą się przyjaźnią dociera do nich prawda o naturze wojny.
Przejmujący protest antywojenny. W filmie podkreślono wątki tworzących się zrębów narodowości australijskiej.
Krytycy podkreślają niezwykle wierne odtworzenie realiów południowej Australii i Afryki i świetną realizację scen wojennych.

## Realizacja
Film był realizowany w południowej Australii (m.in. w Adelaide). Półwysep Gallipoli (tur. Gelibolu) filmowano w Port Lincoln. Kilka scen zostało zrealizowanych w Egipcie: w Kairze i w Gizie pod piramidami Chufu (gr. Cheops), Chafre (gr. Chefren) i Menkaure (gr. Mykerinos). Koszt filmu wynosił 2,6 mln AUD.

## Obsada
- Mark Lee – Archy Hamilton
- Mel Gibson – Frank Dunne
- Bill Hunter – major Barton
- Bill Kerr – Jack Hamilton (wujek Archy’ego)
- John Morris – pułkownik Robinson
- Harold Hopkins – Les McCann
- Charles Lathalu Yunipingli (jako Charles Yunupingu) – Zac
- Heath Harris – Stockman
- Ron Graham – Wallace Hamilton (ojciec Archy’ego)
- Gerda Nicolson – Rose Hamilton (matka Archy’ego)
- John Murphy – ojciec Franka
- Robert Grubb – Billy
- Tim McKenzie – Barney
- David Argue – Snowy
- Reg Evans – sędzia sportowy
- Jack Giddy – sędzia sportowy